# Вилли-ан-Осуа
Вилли́-ан-Осуа́ (фр. Villy-en-Auxois) — коммуна во Франции, находится в регионе Бургундия. Департамент коммуны — Кот-д’Ор. Входит в состав кантона Витто. Округ коммуны — Монбар.
Код INSEE коммуны — 21707.

## Население
Население коммуны на 2010 год составляло 239 человек.
| 1962 | 1968 | 1975 | 1982 | 1990 | 1999 | 2010 |
| ---- | ---- | ---- | ---- | ---- | ---- | ---- |
| 403  | 370  | 348  | 281  | 277  | 209  | 239  |

## Экономика
В 2010 году среди 139 человек трудоспособного возраста (15—64 лет) 94 были экономически активными, 45 — неактивными (показатель активности — 67,6 %, в 1999 году было 71,3 %). Из 94 активных жителей работали 89 человек (49 мужчин и 40 женщин), безработных было 5 (0 мужчин и 5 женщин). Среди 45 неактивных 8 человек были учениками или студентами, 22 — пенсионерами, 15 были неактивными по другим причинам.